# 托尼·拉达金
安东尼·大卫·拉达金KCB，ADC（1965年11月10日—）是一名英國皇家海軍高级军官，2021年11月起为第24任英国国防参谋长，此外，也曾担任第一海務大臣、联合部队司令部参谋长等重要职务。

## 生平
拉达金于1965年11月10日出生于英格兰兰开夏郡的奧爾德姆，五岁时搬到了萨默塞特郡的波蒂斯希德。他曾在布里斯托尔的文法学校圣布伦丹学院（St Brendan's College）学习。
1989年，他自南安普敦大学毕业，获得法学学士学位，奖学金来自皇家海军，随后成为大律师。他后来还曾在伦敦国王学院学习国际关系和国防研究，并于2000年获得文学硕士学位。
1990年10月20日，他入伍英国皇家海军。